# Damn
Damn (stilizálva: DAMN.) Kendrick Lamar amerikai rapper negyedik stúdióalbuma, amely 2017. április 14-én jelent meg a Top Dawg Entertainment, az Aftermath Entertainment és az Interscope Records kiadókon keresztül.
Az albumon több producer is dolgozott, amelyek közé tartozott Anthony Tiffith, Sounwave, DJ Dahi, Mike Will Made It és Ricci Riera, amely mellett végzett rajta munkát James Blake, Steve Lacy, BadBadNotGood, Greg Kurstin, The Alchemist és 9th Wonder. A Damnen közreműködött Rihanna, Zacari és az ír U2 rockegyüttes.
A Damnt méltatták a zenekritikusok és a Billboard 200 első helyén debütált, 603 ezer albumot eladva az első hetében. Első volt ezek mellett Kanadában és második helyet ért el Ausztráliában, Belgiumban, Dániában, az Egyesült Királyságban, Hollandiában, Írországban, Norvégiában és Svédországban. Három kislemez jelent meg róla, a Humble, a Loyalty és a Love, amelyek közül az első Lamar első dala lett fő előadóként, amely elérte a Billboard Hot 100 első helyét. A Damn triplaplatina minősítést kapott az Amerikai Hanglemezgyártók Szövetségétől (RIAA) 2018 májusában, és 2017 végén a Billboard 200 év végi listájának élén szerepelt.
A Damn a The Village Voice Pazz & Jop szavazásának első helyén végzett és több magazin is 2017 és az évtized egyik legjobb lemezének nevezte. Az első nem jazz vagy nem klasszikus zenei mű volt, amely Pulitzer-díjat nyert. A 2018-as Grammy-gálán elnyerte a Legjobb rapalbum díjat és jelölték az Év albuma kategóriában is. 2020-ban 175. helyen szerepelt a Rolling Stone Minden idők 500 legjobb albuma listáján.

## Felvételek
A Humble zenei alapját Mike Will készítette, eredetileg Gucci Mane-nek, de később Lamarnak is megmutatta. A felvételek után megegyeztek, hogy Mike Will debütáló albumán, a Ransom 2-n fog megjelenni, de mások meggyőzték Lamart, hogy tartsa meg következő lemezére.
A DNA volt a második dal, amelyet Lamar és Mike Will felvettek, a Humble után. A DNA első versszakát a már elkészített alappal vették fel, majd Lamar a másodikat a cappella kezdte el előadni, majd Mike Will köré építette a dalt. Lamar azt kérte, hogy a dal hangozzon úgy, mintha „káosz” lenne. Mike Will ez alapján rakta össze az alapot, hogy „úgy hangozzon, mintha küzdene az alap ellen.”
Lamar azt mondta, hogy az a lehetőség, hogy megfordított számlistával kiadják az albumot „előre el volt tervezve... már a stúdióban:” „Egy teljes történetként játszódik, még jobb ritmikával. Az egyik kedvenc ritmusom és tempóm az albumon.”
Stílusát tekintve a lemez öntudatos hiphop, a trap, az R&B és a pop elemeivel kiegészítve.

## Albumborító és cím
2017. április 11-én Lamar megosztotta a Damn albumborítóját, amelyet Vlad Sepetov tervezett, aki Lamar előző két projektjének (To Pimp a Butterfly és Untitled Unmastered) desginjait is kezelte. Sepetov azt mondta, hogy a Damn borítója „hangos és durva” és „nem túl politikai, mint a To Pimp a Butterfly, de van energiája.” Sepetov ezek mellett azt mondta, hogy a „Parental Advisory” matrica elhelyezése annak szokatlan helyén is meg volt tervezve, hogy a design részének tűnjön egy később hozzáadott elem helyett.
2017. június 29-én, egy interjúban Lamar elmondta, hogy az album eredeti címe What Happens on Earth Stays on Earth lett volna, de végül a Damn mellett döntött, mert az első cím nem hangzott helyesnek. A végső címről a következőt mondta: „Annyi különböző módon gondolhatok rá. Kárhozott legyek, ha igen, kárhozott legyek, ha nem. Az album hangossága. Mikor a DNA-re gondolok, mikor a Humble-re gondolok, mikor ezekre a felvételekre gondolok, ezt érzem.”

## Megjelenés
2017. március 23-án Lamar kiadta a The Heart Part 4 promóciós kislemezt, amelyen szerepelt egy dalszövegrészlet, amely egy április 7-i megjelenési dátumra utalt a negyedik stúdióalbumának. 2017. április 7-én elérhetővé tették az albumot előrendelésre és hivatalossá tették az április 14-i kiadást. Április 11-én Lamar megosztotta a Damn számlistáját.
2017. december 8-án kiadták a Damn. Collectors Edition verziót, amely zeneileg ugyanaz, mint az eredeti, csak a számlistája meg van fordítva és más a borítója.

### Kislemezek
2017. március 30-án Lamar kiadta az album első kislemezét, a Humble-t, egy videóklippel együtt. Első helyet ért el a Billboard Hot 100-on és második lett a Canadian Hot 100. A Loyalty, Rihanna közreműködésével, 2017. június 20-án jelent meg, kortárs urban és ritmikus rádiókon. A dal 14. helyig jutott a Billboard Hot 100-on. A Love-ot adták ki az album harmadik kislemezeként, 2017. október 2-án, kortárs ritmikus rádiókon, majd november 21-én kortárs slágerrádióknak. A dal 11. helyig jutott a Billboard Hot 100-on.

### Más dalok
A DNA videóklipje 2017. április 18-án jelent meg. A szám negyedik helyen debütált a Billboard Hot 100-on, amellyel Lamar második legmagasabban debütáló dala lett, a Humble után.
Az Element videóklipjét 2017. június 27-én adták ki, és 16. helyig jutott a Billboard Hot 100 slágerlistán.

## Kritikai fogadtatás
A Damnt széles körben méltatták a zenekritikusok. A Metacritic, amely 100 pontból ad egy minősítést az albumoknak, szakértők véleménye alapján, 95 pontot adott a lemeznek. A hasonlóan működő AnyDecentMusic? pedig 9.1-es értékelést adott az albumnak, 10 pontból.
Andy Kellman (AllMusic) azt írta, hogy „Lamar legjobb teljesítményeit és dalszerzéseit tartalmazza, bemutatva fejlődő komplexitását és sokoldalúságát, mint egy érzelmeit leleplező szövegíró és egy dinamikus rapper.” Christopher R. Weingarten (Rolling Stone) úgy érezte, hogy „Úgy, mint a legutóbbi A Tribe Called Quest album, a Damn egy zseniális összeolvasztása a modernnek és az időtlennek, az old-schoolnak és a következő szintnek. Generációjának legtehetségesebb rappere visszanyúl az 1990-es évekhez és továbbra is töri az utat magának, előre.” Jon Caramanica (The New York Times) is pozitívan nézett az albumra, azt írva, hogy „Éles és ütős. Néha lármás, néha ingoványos, ritkán irrealisztikus—Mr. Lamar verziója a paranoiából, amely Drake karrierjének közepén az elvárás lett.” Eric Renner Brown (Entertainment Weekly) pedig azt mondta, hogy „miután belemélyült a személyesbe a Good Kid, M.A.A.D Cityn, majd szélesebbre váltva a Butterflyon, Lamar megtalálta a középutat a Damnen, amely eddig Lamar leginkább érzelmileg rezonáns zenéje.”
Neil McCormick (The Daily Telegraph) azt mondta, hogy a Damn „a jövő egyik legnagyobbjának munkája, akinek irányítása alatt vannak erejei.” Leonie Cooper (NME) azt írta, hogy „a Damn. messze eddigi legrövidebb kiadványa – de az elképzelések, gondolatok és érzelmek, amelyek szerepelnek rajta masszívak, súlyosak, szexuális feszültségtől elkezdve a mély, sötét depresszióig.” A Pitchfork kritikájában Matthew Trammell azon a véleményen volt, hogy a Damn „a rap egy szélesvásznú mestermunkája, gazdag alapokkal, dühös rímekkel és páratlan történetmondással Kendrick sorsáról Amerikában.” Evan Rytlewski (The A.V. Club) pedig azt mondta, hogy „Lamar megbízik minden egyes ötletben, hogy az a saját lábán álljon. Mikor ilyen értékes, fontos és virtuóz művet készítesz, semmi szükség rá, hogy díszítgesd.” Kevésbé pozitív kritikájában A. Harmony (Exclaim!) azt írta, hogy a Damn „az első alkalom Lamar karrierjében, hogy nem hozott valami újat, nem kutatott fel régi témákat új módon vagy mutatott zenei fejlődést.”

### Ranglisták
| Magazin                             | Lista neve                                           | Év   | Hely | For.   |
| ----------------------------------- | ---------------------------------------------------- | ---- | ---- | ------ |
| The A.V. Club                       | Az A.V. Club 20 legjobb albuma 2017-ben              | 2017 | 1    | [ 38 ] |
| The A.V. Club                       | 2010-es évek 50 kedvenc albuma                       | 2019 | 11   | [ 39 ] |
| BBC News                            | 2017 10 legjobb albuma                               | 2017 | 1    | [ 40 ] |
| Billboard                           | A Billboard 50 legjobb albuma 2017-ben               | 2017 | 1    | [ 41 ] |
| Billboard                           | A 2010-es évek 100 legjobb albuma                    | 2019 | 48   | [ 42 ] |
| Clash                               | Clash 2017 Az év albumai                             | 2017 | 2    | [ 43 ] |
| Complex                             | 2017 legjobb albumai                                 | 2017 | 1    | [ 44 ] |
| Consequence                         | 2017 50 legjobb albuma                               | 2017 | 2    | [ 45 ] |
| Entertainment Weekly                | 2017 25 legjobb albuma                               | 2017 | 2    | [ 46 ] |
| Exclaim!                            | Az Exclaim! Top 10 hiphopalbuma                      | 2017 | 1    | [ 47 ] |
| HipHopDX                            | A HipHopDX 2017 legjobb rapalbumai                   | 2017 | 1    | [ 48 ] |
| The Independent                     | 2017 30 legjobb albuma                               | 2017 | 7    | [ 49 ] |
| The Irish Times                     | Ticket Awards 2017: Az év legjobb zenéje             | 2017 | 1    | [ 50 ] |
| Loud and Quiet                      | A Loud and Quiet Top 40 albuma 2017-ben              | 2017 | 11   | [ 51 ] |
| The New York Times (Jon Caramanica) | 2017 legjobb albumai                                 | 2017 | 14   | [ 52 ] |
| The New York Times (Jon Pareles)    | 2017 legjobb albumai                                 | 2017 | 6    | [ 52 ] |
| Newsweek                            | 2017 17 legjobb albuma                               | 2017 | 6    | [ 53 ] |
| NME                                 | NME: Az év albuma 2017                               | 2017 | 3    | [ 54 ] |
| Noisey                              | 2017 100 legjobb albuma                              | 2017 | 2    | [ 55 ] |
| Now                                 | 2017 10 legjobb albuma                               | 2017 | 1    | [ 56 ] |
| NPR Music                           | 2017 50 legjobb albuma                               | 2017 | 1    | [ 57 ] |
| Paste                               | 2017 50 legjobb albuma                               | 2017 | 2    | [ 58 ] |
| Paste                               | A 2010-es évek 100 legjobb albuma                    | 2019 | 12   | [ 59 ] |
| Pitchfork                           | 2017 50 legjobb albuma                               | 2017 | 1    | [ 60 ] |
| Pitchfork                           | A 2010-es évek 200 legjobb albuma                    | 2019 | 57   | [ 61 ] |
| PopMatters                          | 2017 60 legjobb albuma                               | 2017 | 1    | [ 62 ] |
| Rap-Up                              | A Rap-Up 20 legjobb albuma 2017-ben                  | 2017 | 1    | [ 63 ] |
| Rolling Stone                       | 2017 50 legjobb albuma                               | 2017 | 1    | [ 64 ] |
| Rolling Stone                       | Minden idők 500 legjobb albuma                       | 2020 | 175  | [ 65 ] |
| Rough Trade                         | Az év albumai                                        | 2017 | 45   | [ 66 ] |
| The Skinny                          | A The Skinny Top 50 albuma 2017-ben                  | 2017 | 1    | [ 67 ] |
| Slant Magazine                      | 2017 25 legjobb albuma                               | 2017 | 1    | [ 68 ] |
| Spin                                | 2017 50 legjobb albuma                               | 2017 | 1    | [ 69 ] |
| Stereogum                           | 2017 50 legjobb albuma                               | 2017 | 2    | [ 70 ] |
| Stereogum                           | A 2010-es évek 100 legjobb albuma                    | 2019 | 11   | [ 71 ] |
| Time                                | 2017 10 legjobb albuma: Reputation, DAMN., Melodrama | 2017 | 2    | [ 72 ] |
| The Times                           | Az év 100 legjobb albuma                             | 2017 | 2    | [ 73 ] |
| Variety                             | 2017 legjobb albumai                                 | 2017 | –    | [ 74 ] |
| The Village Voice                   | Pazz & Jop Zenei kritikusok szavazása                | 2018 | 1    | [ 75 ] |
| Vulture                             | 2017 10 legjobb albuma                               | 2017 | 1    | [ 76 ] |
| The Wire                            | Az év kiadványai 1–50                                | 2018 | 41   | [ 77 ] |

## Díjak és jelölések
Az alábbi listán a Damn és annak dalai által elnyert díjak és jelölések szerepelnek. Az album és annak számai összesen 45 díjat nyertek el, összesen 78 jelölésből.
| Év   | Díjátadó                                       | Kategória                                                 | Jelölt/Munka         | Eredmény       | For.    |
| ---- | ---------------------------------------------- | --------------------------------------------------------- | -------------------- | -------------- | ------- |
| 2017 | American Music Awards                          | Kedvenc Rap/Hiphop dal                                    | Humble               | Jelölve        | [ 78 ]  |
| 2017 | American Music Awards                          | Kedvenc Rap/Hiphop album                                  | Damn                 | Elnyerte       | [ 78 ]  |
| 2017 | BET Hip Hop Awards                             | Az év albuma                                              | Damn                 | Elnyerte       | [ 79 ]  |
| 2017 | BET Hip Hop Awards                             | Legjobb hiphopvideó                                       | Humble               | Elnyerte       | [ 79 ]  |
| 2017 | BET Hip Hop Awards                             | Befolyásos dal                                            | Humble               | Jelölve        | [ 79 ]  |
| 2017 | BET Hip Hop Awards                             | Befolyásos dal                                            | DNA                  | Jelölve        | [ 79 ]  |
| 2017 | Camerimage                                     | Legjobb videóklip                                         | Humble               | Jelölve        | [ 80 ]  |
| 2017 | Camerimage                                     | Legjobb cinematográfia egy videóklipben                   | Humble               | Jelölve        | [ 80 ]  |
| 2017 | Clio Awards                                    | Arany győztes a legjobb videóklipért                      | Element              | Elnyerte       | [ 81 ]  |
| 2017 | Danish Music Awards                            | Az év nemzetközi albuma                                   | Damn                 | Elnyerte       | [ 82 ]  |
| 2017 | Norvég GAFFA Awards                            | Az év nemzetközi albuma                                   | Damn                 | Elnyerte       | [ 83 ]  |
| 2017 | Norvég GAFFA Awards                            | Az év nemzetközi dala                                     | Humble               | Elnyerte       | [ 83 ]  |
| 2017 | HipHopDX Awards                                | Az év rapalbuma                                           | Damn                 | Elnyerte       | [ 84 ]  |
| 2017 | HipHopDX Awards                                | Az év legjobb dala                                        | Duckworth            | Elnyerte       | [ 84 ]  |
| 2017 | HipHopDX Awards                                | Az év videója                                             | Humble               | Elnyerte       | [ 84 ]  |
| 2017 | MTV Video Music Awards                         | Az év videója                                             | Humble               | Elnyerte       | [ 85 ]  |
| 2017 | MTV Video Music Awards                         | Legjobb hiphopvideó                                       | Humble               | Elnyerte       | [ 85 ]  |
| 2017 | MTV Video Music Awards                         | Legjobb operatőr                                          | Humble               | Elnyerte       | [ 85 ]  |
| 2017 | MTV Video Music Awards                         | Legjobb rendezés                                          | Humble               | Elnyerte       | [ 85 ]  |
| 2017 | MTV Video Music Awards                         | Legjobb művészi rendezés                                  | Humble               | Elnyerte       | [ 85 ]  |
| 2017 | MTV Video Music Awards                         | Legjobb speciális effektek                                | Humble               | Elnyerte       | [ 85 ]  |
| 2017 | MTV Video Music Awards                         | Legjobb koreográfia                                       | Humble               | Jelölve        | [ 85 ]  |
| 2017 | MTV Europe Music Awards                        | Legjobb videó                                             | Humble               | Elnyerte       | [ 86 ]  |
| 2017 | Q Awards                                       | Legjobb szám                                              | Humble               | Jelölve        | [ 87 ]  |
| 2017 | Q Awards                                       | Legjobb album                                             | Damn                 | Jelölve        | [ 87 ]  |
| 2017 | Soul Train Music Awards                        | Rhythm & Bars-díj                                         | Humble               | Jelölve        | [ 88 ]  |
| 2017 | Tec Awards                                     | Kiemelkedő kreatív mérföldkő: Produceri munka/Album       | Damn                 | Jelölve        | [ 89 ]  |
| 2017 | UK Music Video Awards                          | Legjobb urban videó – Nemzetközi                          | Humble               | Jelölve        | [ 90 ]  |
| 2017 | UK Music Video Awards                          | Vevo MUST SEE-díj                                         | Humble               | Jelölve        | [ 90 ]  |
| 2017 | UK Music Video Awards                          | Legjobb design egy videóban                               | Humble               | Jelölve        | [ 90 ]  |
| 2017 | UK Music Video Awards                          | Legjobb urban videó – Nemzetközi                          | Element              | Jelölve        | [ 90 ]  |
| 2017 | UK Music Video Awards                          | Legjobb styling egy videóban                              | Element              | Jelölve        | [ 90 ]  |
| 2017 | UK Music Video Awards                          | Legjobb cinematográfia egy videóban                       | Element              | Jelölve        | [ 90 ]  |
| 2018 | AICE Awards                                    | Legjobb színkorrekció – Videóklip                         | Element              | Jelölve        | [ 91 ]  |
| 2018 | AICE Awards                                    | Legjobb színkorrekció – Videóklip                         | Humble               | Jelölve        | [ 91 ]  |
| 2018 | AICE Awards                                    | Legjobb videóklip                                         | Humble               | Elnyerte       | [ 91 ]  |
| 2018 | ASCAP Rhythm & Soul Music Awards               | Legjobb rapdal                                            | Humble               | Elnyerte       | [ 92 ]  |
| 2018 | ASCAP Rhythm & Soul Music Awards               | Díjazott R&B/hiphop dalok                                 | Humble               | Elnyerte       | [ 92 ]  |
| 2018 | ASCAP Rhythm & Soul Music Awards               | Díjazott R&B/hiphop dalok                                 | Loyalty              | Elnyerte       | [ 92 ]  |
| 2018 | ASCAP Rhythm & Soul Music Awards               | Díjazott rapdalok                                         | Loyalty              | Elnyerte       | [ 92 ]  |
| 2018 | ASCAP Pop Music Awards                         | Legtöbbször előadott dalok                                | Humble               | Elnyerte       | [ 93 ]  |
| 2018 | BET Awards                                     | Az év albuma                                              | Damn                 | Elnyerte       | [ 94 ]  |
| 2018 | BET Awards                                     | Az év videója                                             | Humble               | Jelölve        | [ 94 ]  |
| 2018 | BET Awards                                     | Coca-Cola Nézők választása díj                            | Humble               | Jelölve        | [ 94 ]  |
| 2018 | BET Awards                                     | Legjobb közreműködés                                      | Loyalty (Rihannával) | Jelölve        | [ 94 ]  |
| 2018 | BET Hip Hop Awards                             | Legjobb hiphopvideó                                       | Loyalty (Rihannával) | Jelölve        |         |
| 2018 | Billboard Music Awards                         | Legjobb Hot 100-dal                                       | Humble               | Jelölve        | [ 95 ]  |
| 2018 | Billboard Music Awards                         | Legtöbbször streamelt dalok (audio)                       | Humble               | Elnyerte       | [ 95 ]  |
| 2018 | Billboard Music Awards                         | Legjobb rapdal                                            | Humble               | Jelölve        | [ 95 ]  |
| 2018 | Billboard Music Awards                         | Legjobb Billboard 200-album                               | Damn                 | Elnyerte       | [ 95 ]  |
| 2018 | Billboard Music Awards                         | Legtöbbet eladott album                                   | Damn                 | Jelölve        | [ 95 ]  |
| 2018 | Billboard Music Awards                         | Legjobb rapalbum                                          | Damn                 | Elnyerte       | [ 95 ]  |
| 2018 | Cannes Lions Nemzetközi Kreativitási Fesztivál | Kiválóság egy videóklipben                                | Humble               | Ezüst Oroszlán | [ 96 ]  |
| 2018 | D&AD Awards                                    | Videóklip                                                 | Humble               | Grafitceruza   | [ 97 ]  |
| 2018 | D&AD Awards                                    | Videóklip                                                 | Element              | Faceruza       | [ 97 ]  |
| 2018 | D&AD Awards                                    | Cinematográfia videóklipben                               | Element              | Grafitceruza   | [ 97 ]  |
| 2018 | D&AD Awards                                    | Rendezés videóklipben                                     | Element              | Faceruza       | [ 97 ]  |
| 2018 | D&AD Awards                                    | Vágás videóklipben                                        | Element              | Faceruza       | [ 97 ]  |
| 2018 | Fonogram – Magyar Zenei Díj                    | Az év külföldi rap vagy hip-hop albuma vagy hangfelvétele | Damn                 | Elnyerte       | [ 98 ]  |
| 2018 | Dán GAFFA Awards                               | Az év nemzetközi albuma                                   | Damn                 | Jelölve        | [ 99 ]  |
| 2018 | Svéd GAFFA Awards                              | Az év nemzetközi albuma                                   | Damn                 | Elnyerte       |         |
| 2018 | Svéd GAFFA Awards                              | Az év nemzetközi dala                                     | Humble               | Jelölve        |         |
| 2018 | 60. Grammy-gála                                | Az év albuma                                              | Damn                 | Jelölve        | [ 100 ] |
| 2018 | 60. Grammy-gála                                | Legjobb rapalbum                                          | Damn                 | Elnyerte       | [ 100 ] |
| 2018 | 60. Grammy-gála                                | Az év felvétele                                           | Humble               | Jelölve        | [ 100 ] |
| 2018 | 60. Grammy-gála                                | Legjobb rapteljesítmény                                   | Humble               | Elnyerte       | [ 100 ] |
| 2018 | 60. Grammy-gála                                | Legjobb rapdal                                            | Humble               | Elnyerte       | [ 100 ] |
| 2018 | 60. Grammy-gála                                | Legjobb videóklip                                         | Humble               | Elnyerte       | [ 100 ] |
| 2018 | 60. Grammy-gála                                | Legjobb rap/ének együttműködés                            | Loyalty (Rihannával) | Elnyerte       | [ 100 ] |
| 2018 | iHeartRadio Music Awards                       | Az év hiphopdala                                          | Humble               | Jelölve        | [ 101 ] |
| 2018 | iHeartRadio Music Awards                       | Az év hiphopalbuma                                        | Damn                 | Elnyerte       | [ 102 ] |
| 2018 | Juno Awards                                    | Az év nemzetközi albuma                                   | Damn                 | Elnyerte       |         |
| 2018 | NAACP Image Awards                             | Kiemelkedő duó, csoport vagy közreműködés                 | Loyalty (Rihannával) | Elnyerte       | [ 103 ] |
| 2018 | NAACP Image Awards                             | Kiemelkedő album                                          | Damn                 | Elnyerte       | [ 103 ] |
| 2018 | NAACP Image Awards                             | Kiemelkedő dal, kortárs                                   | Humble               | Elnyerte       | [ 103 ] |
| 2018 | Nickelodeon Kids’ Choice Awards                | Kedvenc dal                                               | Humble               | Jelölve        | [ 104 ] |
| 2018 | NME Awards                                     | Legjobb dal                                               | Humble               | Jelölve        | [ 105 ] |
| 2018 | Pulitzer-díj                                   | Pulitzer-díj Zenéért                                      | Damn                 | Elnyerte       | [ 106 ] |
| 2018 | Teen Choice Awards                             | Choice Dal: Férfi előadó                                  | LOVE. (Zacarival)    | Jelölve        | [ 107 ] |

## Számlista
| Damn  | Damn                                | Damn | Damn  | Damn | Damn | Damn | Damn | Damn | Damn |
|       | Cím                                 | Szerző(k) | Hossz |      |      |      |      |      |      |
| ----- | ----------------------------------- | --- | ----- | ---- | ---- | ---- | ---- | ---- | ---- |
| 1.    | BLOOD.                              | Kendrick Duckworth Daniel Tannenbaum Anthony Tiffith                                                          | 1:58  |      |      |      |      |      |      |
| 2.    | DNA.                                | Duckworth Michael Williams II                                                                                 | 3:05  |      |      |      |      |      |      |
| 3.    | YAH.                                | Duckworth Mark Spears Dacoury Natche Tiffith                                                                  | 2:40  |      |      |      |      |      |      |
| 4.    | ELEMENT.                            | Duckworth Spears James Blake Ricci Riera                                                                      | 3:28  |      |      |      |      |      |      |
| 5.    | FEEL.                               | Duckworth Spears                                                                                              | 3:34  |      |      |      |      |      |      |
| 6.    | LOYALTY. (Rihanna közreműködésével) | Duckworth Natche Spears Terrace Martin Tiffith                                                                | 3:47  |      |      |      |      |      |      |
| 7.    | PRIDE.                              | Duckworth Steve Lacy Anna Wise Tiffith                                                                        | 4:35  |      |      |      |      |      |      |
| 8.    | HUMBLE.                             | Duckworth Williams II Asheton Hogan                                                                           | 2:57  |      |      |      |      |      |      |
| 9.    | LUST.                               | Duckworth Natche Spears Chester Hansen Alexander Sowinski Matthew Tavares Leland Whitty                       | 5:07  |      |      |      |      |      |      |
| 10.   | LOVE. (Zacari közreműködésével)     | Duckworth Zacari Pacaldo Travis Walton Spears Greg Kurstin Tiffith                                            | 3:33  |      |      |      |      |      |      |
| 11.   | XXX. (a U2 közreműködésével)        | Duckworth Williams II Natche Spears Tiffith Paul Hewson David Evans Adam Clayton Larry Mullen Jr.             | 4:14  |      |      |      |      |      |      |
| 12.   | FEAR.                               | Duckworth Daniel Maman                                                                                        | 7:40  |      |      |      |      |      |      |
| 13.   | GOD.                                | Duckworth Riera Spears Natche Tannenbaum Ronald LaTour Tiffith Daveon Jackson Mike Hector Walton Brock Korsan | 4:08  |      |      |      |      |      |      |
| 14.   | DUCKWORTH.                          | Duckworth Patrick Douthit                                                                                     | 4:08  |      |      |      |      |      |      |
| 54:54 |                                     | |       |      |      |      |      |      |      |

| Damn Collectors Edition | Damn Collectors Edition             | Damn Collectors Edition                                                              | Damn Collectors Edition | Damn Collectors Edition | Damn Collectors Edition | Damn Collectors Edition | Damn Collectors Edition | Damn Collectors Edition | Damn Collectors Edition |
|                         | Cím                                 | Szerző(k)                                                                            | Hossz                   |                         |                         |                         |                         |                         |                         |
| ----------------------- | ----------------------------------- | ------------------------------------------------------------------------------------ | ----------------------- | ----------------------- | ----------------------- | ----------------------- | ----------------------- | ----------------------- | ----------------------- |
| 1.                      | DUCKWORTH.                          | Duckworth Douthit                                                                    | 4:08                    |                         |                         |                         |                         |                         |                         |
| 2.                      | GOD.                                | Duckworth Riera Spears Natche Tannenbaum LaTour Tiffith Jackson Hector Walton Korsan | 4:08                    |                         |                         |                         |                         |                         |                         |
| 3.                      | FEAR.                               | Duckworth Maman                                                                      | 7:40                    |                         |                         |                         |                         |                         |                         |
| 4.                      | XXX. (a U2 közreműködésével)        | Duckworth Williams II Natche Spears Tiffith Hewson Evans Clayton Mullen Jr.          | 4:14                    |                         |                         |                         |                         |                         |                         |
| 5.                      | LOVE. (Zacari közreműködésével)     | Duckworth Pacaldo Walton Spears Kurstin Tiffith                                      | 3:33                    |                         |                         |                         |                         |                         |                         |
| 6.                      | LUST.                               | Duckworth Natche Spears Hansen Sowinski Tavares Whitty                               | 5:07                    |                         |                         |                         |                         |                         |                         |
| 7.                      | HUMBLE.                             | Duckworth Williams II Hogan                                                          | 2:57                    |                         |                         |                         |                         |                         |                         |
| 8.                      | PRIDE.                              | Duckworth Lacy Wise Tiffith                                                          | 4:35                    |                         |                         |                         |                         |                         |                         |
| 9.                      | LOYALTY. (Rihanna közreműködésével) | Duckworth Natche Spears Martin Tiffith                                               | 3:47                    |                         |                         |                         |                         |                         |                         |
| 10.                     | FEEL.                               | Duckworth Spears                                                                     | 3:34                    |                         |                         |                         |                         |                         |                         |
| 11.                     | ELEMENT.                            | Duckworth Spears Blake Riera                                                         | 3:28                    |                         |                         |                         |                         |                         |                         |
| 12.                     | YAH.                                | Duckworth Spears Natche Tiffith                                                      | 2:40                    |                         |                         |                         |                         |                         |                         |
| 13.                     | DNA.                                | Duckworth Williams II                                                                | 3:05                    |                         |                         |                         |                         |                         |                         |
| 14.                     | BLOOD.                              | Duckworth Tannenbaum Tiffith                                                         | 1:58                    |                         |                         |                         |                         |                         |                         |
| 54:54                   |                                     |                                                                                      |                         |                         |                         |                         |                         |                         |                         |

Különbségek más verziókon
- Pride: a CD kiadáson 4 perc és 31 másodperc hosszú.
- Love: a CD kiadáson 3 perc és 31 másodperc hosszú.
- Fear: a CD kiadáson 6 perc és 54 másodperc hosszú.
- A CD kiadáson az album teljes hossza 54 perc és 2 másodperc.
- A CD kiadáson hallható keverés különbözik az egyéb módokon megjelent lemezektől.

További vokál
- Blood, Yah, Pride és God: Bēkon.
- Element és Love: Kid Capri.
- Feel: Chelsea Blythe.
- Loyalty: DJ Dahi.
- Pride: Anna Wise és Steve Lacy.
- Lust: Kaytranada és Rat Boy.
- XXX és Duckworth: Bēkon és Kid Capri.
- Fear: Charles Edward Sydney Isom Jr., Bēkon és Carl Duckworth.

Feldolgozott dalok
- Blood és DNA: a Fox News szakértői Eric Bolling, Kimberly Guilfoyle és Geraldo Rivera, ahogy kritizálják Lamar fellépését a 2015-ös BET Awards díjátadón.[109]
- Feel: Stormy, szerezte és előadta: O. C. Smith; Don’t Let Me Down, szerezte és előadta: Fleurie.[110][111]
- Loyalty: 24K Magic, szerezte: Bruno Mars, Christopher Brody Brown és Philip Lawrence, előadta: Bruno Mars;[112] Shimmy Shimmy Ya, szerezte: Russell Jones és Robert Diggs, előadta:Ol’ Dirty Bastard; Get Your Mind Right Mami, szerezte: Shawn Carter, Cordozar Calvin Broadus, Jr., Gerrell Gaddis és Malik Cox, előadta: Jay-Z, Snoop Dogg, Rell és Memphis Bleek közreműködésével.[110]
- Fear: Poverty’s Paradise, szerezte: Dale Warren, előadta: 24-Carat Black.[110][111]
- God: End of the World, szerezte és előadta: Illmind.
- Duckworth: Atari, szerezte: Nai Palm, előadta: Hiatus Kaiyote; Be Ever Wonderful, szerezte: Don Robey és Joe Scott, előadta: Ted Taylor; Ostavi Trag, szerezte: September; Let the Drums Speak, szerezte: Bill Curtis, előadta: Fatback Band.[110][111]

## Közreműködők
Albumjegyzetek és az AllMusic alapján.
| - 9th Wonder – producer (Duckworth) - Anna Wise – további vokál (Pride) - Alan Maman – producer (Fear) - Bekon – további vokál (Blood, Yah, Pride, XXX, Fear, God, Duckworth) - Blake Harden – felvételek (Lust, Duckworth) a Windmark Studiosban - Brendan Silas Perry – további felvételek (Element, Love, Duckworth) - Carl Duckworth – további vokál (Fear) - Charles Edward Sydney Isom Jr. – további vokál (Fear) - Chelsea Blythe – további vokál (Feel) - Cyrus Taghipour – keverési asszisztens - DJ Dahi – további vokál (Loyalty) - Dave Free – asszisztens producer, kreatív igazgató, fényképész - Derek MixedByAli Ali – keverés - Dr. Dre – executive producer - James Hunt – hangmérnök, keverés (Element) - Kam Sangha – producer - Kamasi Washington – vonós hangszerek (Lust) | - Kaytranada – további vokál (Lust) - Kendrick Lamar – vokál; további billentyűk (XXX); kreatív igazgató - Kid Capri – további vokál (Element, Love, XXX, Duckworth) - Kuk Harrell – Rihanna vokálproducere - Marcos Tovar – hangfelvételek Rihannával (a Windmark Studiosban) - Matt Schaeffer – hangmérnök, gitár (Humble); további gitár (DNA, Feel); keverés (Element) - Mike Bozzi – master (Bernie Grundman, Hollywood, Kalifornia) - Mike Hector – további dobok (God) - Rat Boy – további vokál (Lust) - Roberto Reyes – fényképész - Sounwave – keverés (Feel) - Steve Lacy – háttérénekes, producer (Pride) - Thundercat – basszusgitár (Feel) - Tyler Page – keverési asszisztens - Vladimir Sepetov – kreatív igazgató - Zeke Mishanec – további felvételek (Element, Love, Duckworth) |

## Slágerlisták
| Slágerlista (2017–2021)                | Legmagasabb pozíció |
| -------------------------------------- | ------------------- |
| Ausztrál Albumok (ARIA)                | 2                   |
| Ausztrál Urban Albumok (ARIA)          | 1                   |
| Osztrák Albumok (Ö3 Austria)           | 6                   |
| Belga Albumok (Ultratop Flanders)      | 2                   |
| Belga Albumok (Ultratop Wallonia)      | 16                  |
| Brit albumlista (OCC)                  | 2                   |
| Brit R&B-albumlista (OCC)              | 1                   |
| Cseh Albumok (ČNS IFPI)                | 3                   |
| Dán Albumok (Hitlisten)                | 2                   |
| Dél-Korai Nemzetközi Albumok (Gaon)    | 3                   |
| Finn Albumok (Suomen virallinen lista) | 3                   |
| Francia Albumok (SNEP)                 | 3                   |
| Holland Albumok (Album Top 100)        | 2                   |
| Ír Albumok (IRMA)                      | 2                   |
| Kanadai Albumok (Billboard)            | 1                   |
| Lengyel Albumok (ZPAV)                 | 24                  |
| Magyar Albumok (MAHASZ)                | 33                  |
| Német Albumok (Offizielle Top 100)     | 6                   |
| Norvég Albumok (VG-lista)              | 2                   |
| Olasz Albumok (FIMI)                   | 15                  |
| Portugál Albumok (AFP)                 | 5                   |
| Skót Albumok (OCC)                     | 3                   |
| Spanyol Albumok (PROMUSICAE)           | 15                  |
| Svájci Albumok (Schweizer Hitparade)   | 3                   |
| Svéd Albumok (Sverigetopplistan)       | 2                   |
| US Billboard 200                       | 1                   |
| US Top R&B/Hip-Hop Albums (Billboard)  | 1                   |
| Új-Zéland-i Albumok (RMNZ)             | 2                   |

| Év   | Slágerlisták                          | Pozíció |
| ---- | ------------------------------------- | ------- |
| 2017 | Ausztrál Albumok (ARIA)               | 10      |
| 2017 | Belga Albumok (Ultratop Flanders)     | 25      |
| 2017 | Belga Albumok (Ultratop Wallonia)     | 136     |
| 2017 | Brit albumlista (OCC)                 | 27      |
| 2017 | Dán Albumok (Hitlisten)               | 13      |
| 2017 | Francia Albumok (SNEP)                | 69      |
| 2017 | Holland Albumok (MegaCharts)          | 17      |
| 2017 | Kanadai Albumok (Billboard)           | 5       |
| 2017 | Német Albumok (Offizielle Top 100)    | 87      |
| 2017 | Olasz Albumok (FIMI)                  | 68      |
| 2017 | Svájci Albumok (Schweizer Hitparade)  | 89      |
| 2017 | Svéd Albumok (Sverigetopplistan)      | 11      |
| 2017 | US Billboard 200                      | 1       |
| 2017 | US Top R&B/Hip-Hop Albums (Billboard) | 1       |
| 2017 | Új-Zéland-i Albumok (RMNZ)            | 8       |
| 2018 | Ausztrál Albumok (ARIA)               | 37      |
| 2018 | Brit albumlista (OCC)                 | 76      |
| 2018 | Dán Albumok (Hitlisten)               | 44      |
| 2018 | Dél-Korai Nemzetközi Albumok (Gaon)   | 34      |
| 2018 | Francia Albumok (SNEP)                | 168     |
| 2018 | Kanadai Albumok (Billboard)           | 20      |
| 2018 | Svéd Albumok (Sverigetopplistan)      | 55      |
| 2018 | US Billboard 200                      | 13      |
| 2018 | US Top R&B/Hip-Hop Albums (Billboard) | 9       |
| 2018 | Új-Zéland-i Albumok (RMNZ)            | 23      |
| 2019 | Ausztrál Albumok (ARIA)               | 91      |
| 2019 | Belga Albumok (Ultratop Flanders)     | 167     |
| 2019 | US Billboard 200                      | 55      |
| 2019 | US Top R&B/Hip-Hop Albums (Billboard) | 24      |
| 2020 | Belga Albumok (Ultratop Flanders)     | 171     |
| 2020 | US Billboard 200                      | 84      |
| 2020 | US Top R&B/Hip-Hop Albums (Billboard) | 72      |

| Slágerlisták (2010–2019) | Pozíció |
| ------------------------ | ------- |
| US Billboard 200         | 10      |

## Minősítések
| Region                   | Minősítések | Példányszám |
| ------------------------ | ----------- | ----------- |
| Ausztrália (ARIA)        | Platina     | 70,000      |
| Ausztria (IFPI Austria)  | Arany       | 7,500       |
| Dánia (IFPI Danmark)     | 2× Platina  | 40,000      |
| Egyesült Államok (RIAA)  | 3× Platina  | 3,000,000   |
| Egyesült Királyság (BPI) | Platina     | 300,000     |
| Franciaország (SNEP)     | Platina     | 100,000     |
| Hollandia (NVPI)         | Arany       | 20,000      |
| Kanada (Music Canada)    | 4× Platina  | 320,000     |
| Mexikó (AMPROFON)        | Arany       | 30,000      |
| Norvégia (IFPI Norway)   | Platina     | 30,000      |
| Olaszország (FIMI)       | Arany       | 25,000      |
| Oroszország (NFPF)       | 3× Platina  | 60,000      |
| Svédország (GLF)         | Arany       | 20,000      |
| Szingapúr (RIAS)         | Arany       | 5,000       |
| Új-Zéland (RMNZ)         | 2× Platina  | 30,000      |

## Kiadások
| Régió       | Dátum             | Kiadók                         | Formátumok                            | Kiadás                  | For.    |
| ----------- | ----------------- | ------------------------------ | ------------------------------------- | ----------------------- | ------- |
| Világszerte | 2017. április 14. | - TDE - Aftermath - Interscope | - digitális letöltés - streaming      | Eredeti                 | [ 182 ] |
| Világszerte | 2017. április 21. | - TDE - Aftermath - Interscope | CD                                    | Eredeti                 | [ 183 ] |
| Japán       | 2017. május 24.   | Universal Music Japan          | CD                                    | Eredeti                 | [ 184 ] |
| Világszerte | 2017. július 14.  | - TDE - Aftermath - Interscope | Hanglemez                             | Eredeti                 | [ 185 ] |
| Világszerte | 2017. december 8. | - TDE - Aftermath - Interscope | - digitális letöltés - streaming - CD | Damn Collectors Edition | [ 186 ] |
| Japán       | 2018. július 18.  | Universal Music Japan          | CD                                    | Damn Collectors Edition | [ 187 ] |